# Sargträger

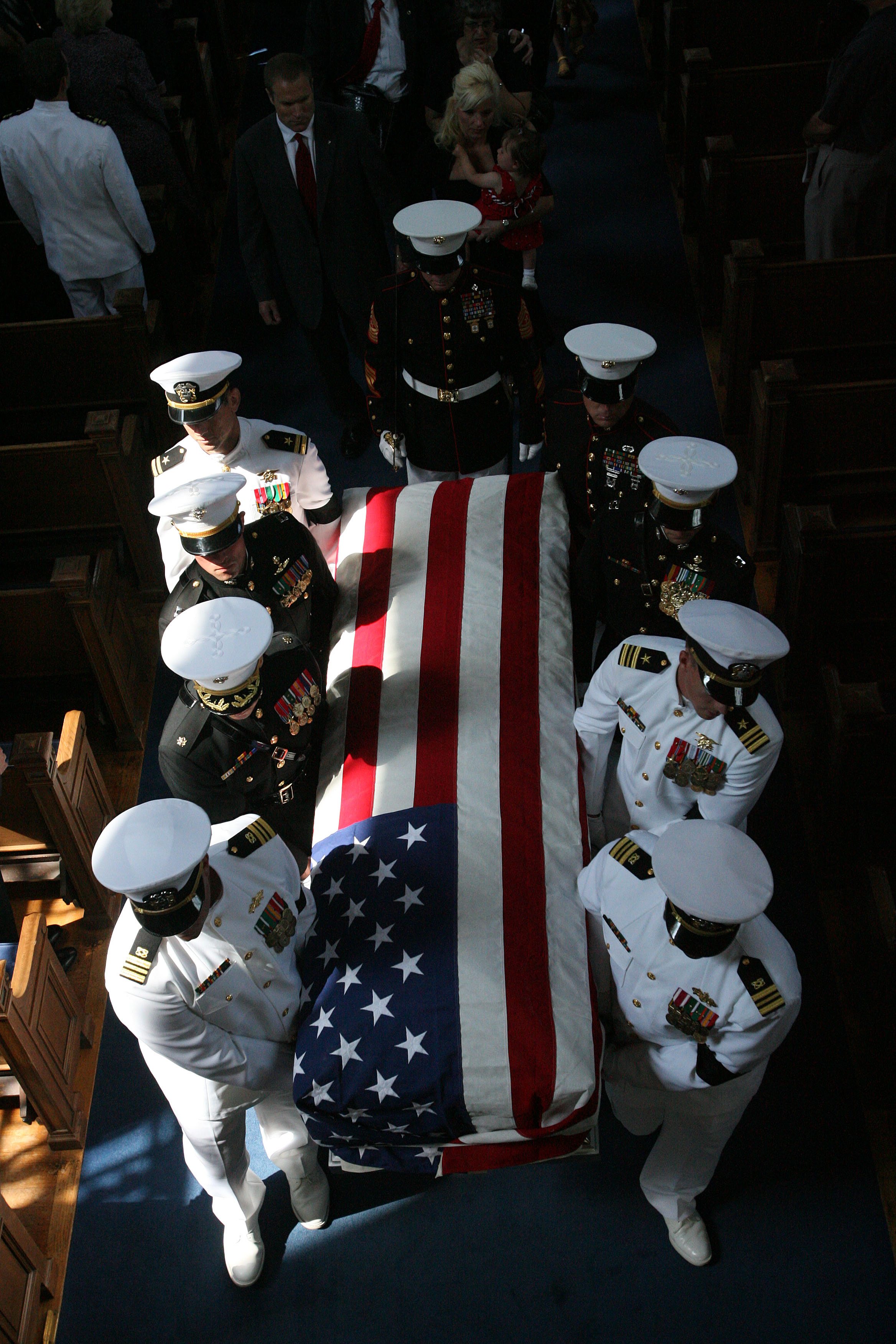
Sargträger bei einem militärischen Begräbnis

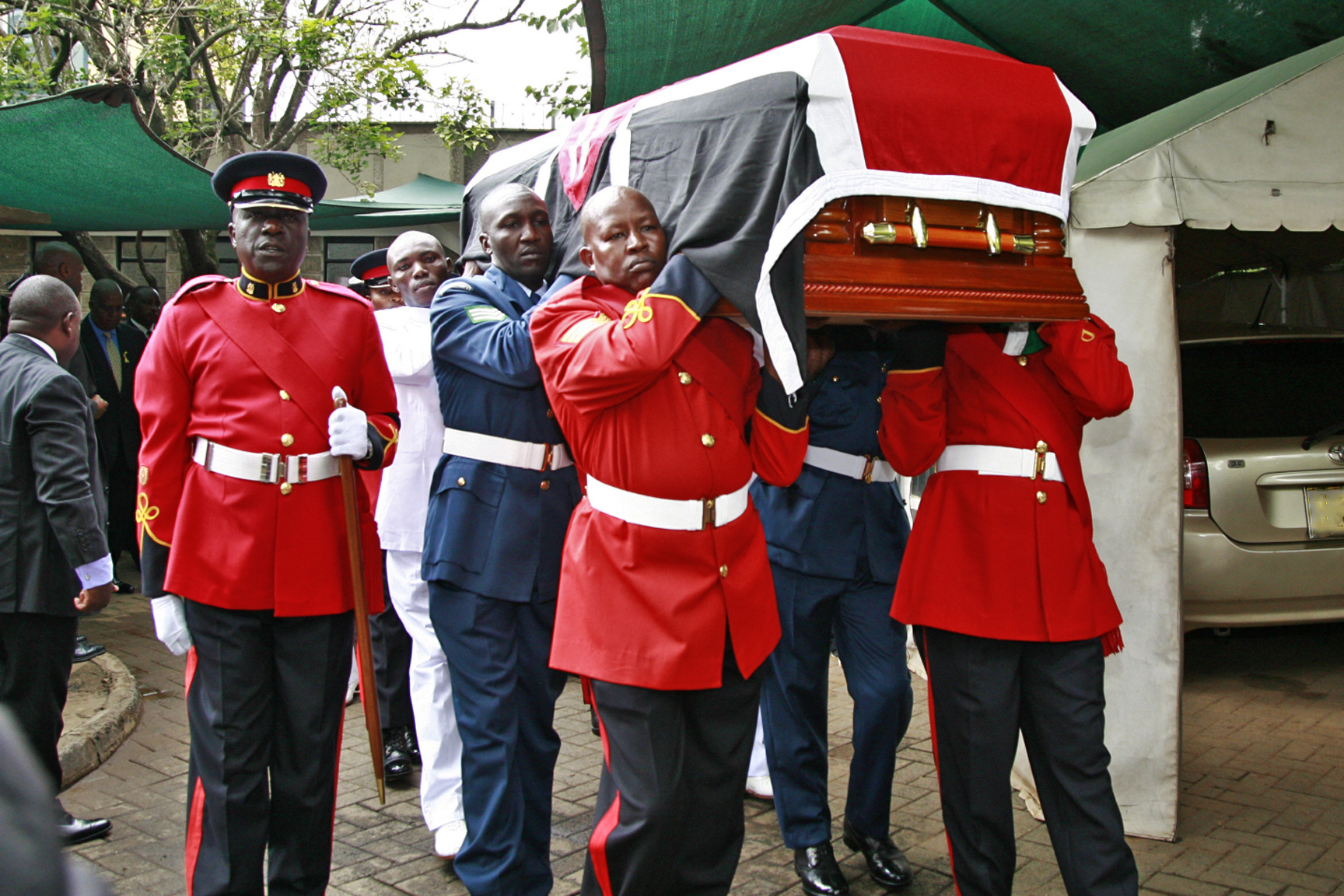
Sargträger in Kenia.

Ein Sargträger ist eine der Personen, deren Aufgabe es ist, bei einer Bestattung den Sarg von der Trauerfeier oder dem Friedhofseingang bis zur ausgehobenen Grabstätte zu bringen. Häufig kommen die Sargträger aus dem privaten Umfeld des Verstorbenen, können jedoch auch vom Bestatter, der Friedhofsverwaltung oder der Stadtverwaltung gestellt werden. Die von der Friedhofs- und Stadtverwaltung gestellten Sargträger sind dabei in der Regel Ehrenamtliche.
Da der Anlass eine Bestattung ist, sollten Sargträger seriös und gepflegt auftreten. Sargträger sollten sich untereinander mit nur wenigen Worten verständigen können, da es bei einer Beerdigung als unhöflich gilt, viel zu reden. Aufgrund der Schwere eines Sarges sollten die Sargträger kräftig sein. In der Regel gibt es sechs Sargträger.